# Anilocra amboinensis
Anilocra amboinensis es una especie de crustáceo isópodo marino del género Anilocra, familia Cymothoidae.
Fue descrita científicamente por Schioedte & Meinert en 1881.

## Distribución
Esta especie se encuentra en Indonesia y la parte central del Indo-Pacífico.